# Milešovka
Milešovka e' una montagna della Boemia che misura 836 metri, elevazione massima del massiccio dei Monti della Boemia centrale.